# Мол Марково Тепе
Мол Марково Тепе е търговски център в Пловдив с разгъната застроена площ от 55 хил. кв. м. и 20 500 кв. м. отдаваема площ. Молът разполага с над 600 паркоместа, разположени на 4 подземни нива, както и открит паркинг. Общата стойност на проекта е в размер на 120 млн. лв. Открит е на 28 октомври 2016 г.

## Магазини
Сред магазините в мола са такива на Andrews, Комсед, lilly, LC Waikiki, Sport Depot, Tom Tailor, Билла, Техномаркет, Burger King, Subway, ЦКБ, Теленор, Виваком и А1. Марково Тепе Мол разполага с кинокомплекс от веригата Кино Арена с 6 зали.

## Транспорт
Транспорт до мола е възможен с автобуси 6, 10, 12, 16, 18, 66 и 116.